# Jin Shuren
Jin Shuren 金樹仁T, 金树仁S, Jīn ShùrénP, Chin Shu-jenW (Gansu, 1883 – 1941) è stato un generale e politico cinese signore della guerra, che fu governatore della provincia dello Xinjiang, nella Repubblica di Cina, dal 1928 al 1933.

## Biografia
Jin Shuren era nato a Gansu. Si laureò all'accademia provinciale di Gansu e poi prestò servizio come preside nella scuola normale provinciale. Entrò nel Servizio Civile Imperiale, dove arrivò all'attenzione di Yang Zengxin, all'epoca magistrato distrettuale di Hezhou. Quando Yang fu nominato Governatore della provincia dello Xinjiang, nel 1908, Jin lo seguì come magistrato distrettuale. Dopo il crollo della dinastia Qing nel 1911, Jin salì nei ranghi durante il dominio assoluto di Yang sullo Xinjiang. Nel 1927 fu nominato commissario provinciale per gli affari civili in Ürümqi, un incarico che mantenne fino all'assassinio di Yang nel luglio del 1928.
Dopo aver preso il posto di Yang, inviò un telegramma a Nanchino chiedendo il riconoscimento del Kuomintang del suo nuovo incarico. Il Kuomintang non aveva altra scelta che riconoscere Jin come nuovo governatore, ma sotto la nuova terminologia fu riconosciuto come presidente provinciale e comandante in capo, a differenza del suo predecessore Yang che deteneva i titoli di governatore provinciale e governatore militare.
Immediatamente dopo essersi insediato, Jin prese provvedimenti per rafforzare il suo potere aumentando la polizia segreta, raddoppiando gli stipendi ad esercito e polizia e introducendo nuove uniformi. L'esercito venne successivamente ampliato e furono acquistate nuove armi. Il sistema amministrativo rimase pressoché invariato, e Jin usò la politica del suo predecessore nominando parenti e altre persone della provincia. Successivamente, sostituti vecchi ufficiali dello Yunnan, sia Han che Hui con Han di Gansu, specialmente dalla regione di Hezhou. Nominò suo fratello, Jin Shuhsin, commissario provinciale per gli affari militari e un altro fratello, Jin Shuchih, venne assegnato a un alto incarico militare a Kashgar.
Jin ampliò il sistema di sorveglianza interna e di censura di Yang. Oltre ad aumentare la forza della polizia segreta e ordinaria, introdusse i passaporti interni che gli conferivano un maggiore controllo sui viaggi rafforzando così la sicurezza interna, oltre a fornire ulteriori fonti di entrate per la sua amministrazione. Viaggiare fuori provincia divenne quasi impossibile.
Jin governò sullo Xinjiang per circa cinque anni caratterizzati da conflitti causati dalla corruzione, dalla soppressione e dalla distruzione. I conflitti etnici e religiosi furono intensificati e provocarono numerose rivolte contro il suo regime e la sua eventuale rovina. Jin confiscò le terre locali ai turchi per ridistribuirle ai cinesi, ma le diede ai suoi parenti e amici. L'inganno fece diventare i cinesi obiettivi dell'odio della popolazione. Jin favorì anche gli Han a discapito dei i turchi (come gli uiguri) e intensificò i conflitti etnici tra uiguri e cinesi. Nell'aprile del 1933 le truppe russe bianche di Jin cambiarono bandiera, incoraggiando la rivolta dello Xinjiang, posero fine al suo potere e lo costrinsero a fuggire verso l'Unione Sovietica. Gli succedette Sheng Shicai Jin incorse nell'ira del Kuomintang (KMT) quando, senza approvazione, firmò un trattato sulle armi con Unione Sovietica. Il generale tungano Ma Zhongying si alleò con il KMT e le sue truppe divennero la XXXVI Divisione dell'Esercito Rivoluzionario Nazionale (NRA). A Ma fu ordinato di rovesciare Jin. Jin fu rovesciato, dopo la Prima battaglia di Urumqi, dalle truppe russe bianche al comando del colonnello Pappengut. Quando tornò in Cina, nell'ottobre del 1933, fu arrestato dal KMT, processato nel marzo 1935 e condannato a una pena detentiva di tre anni e mezzo. Tuttavia, il KMT lo perdonò, il 10 ottobre 1935, e il giorno successivo venne scarcerato.